# Hi Fly

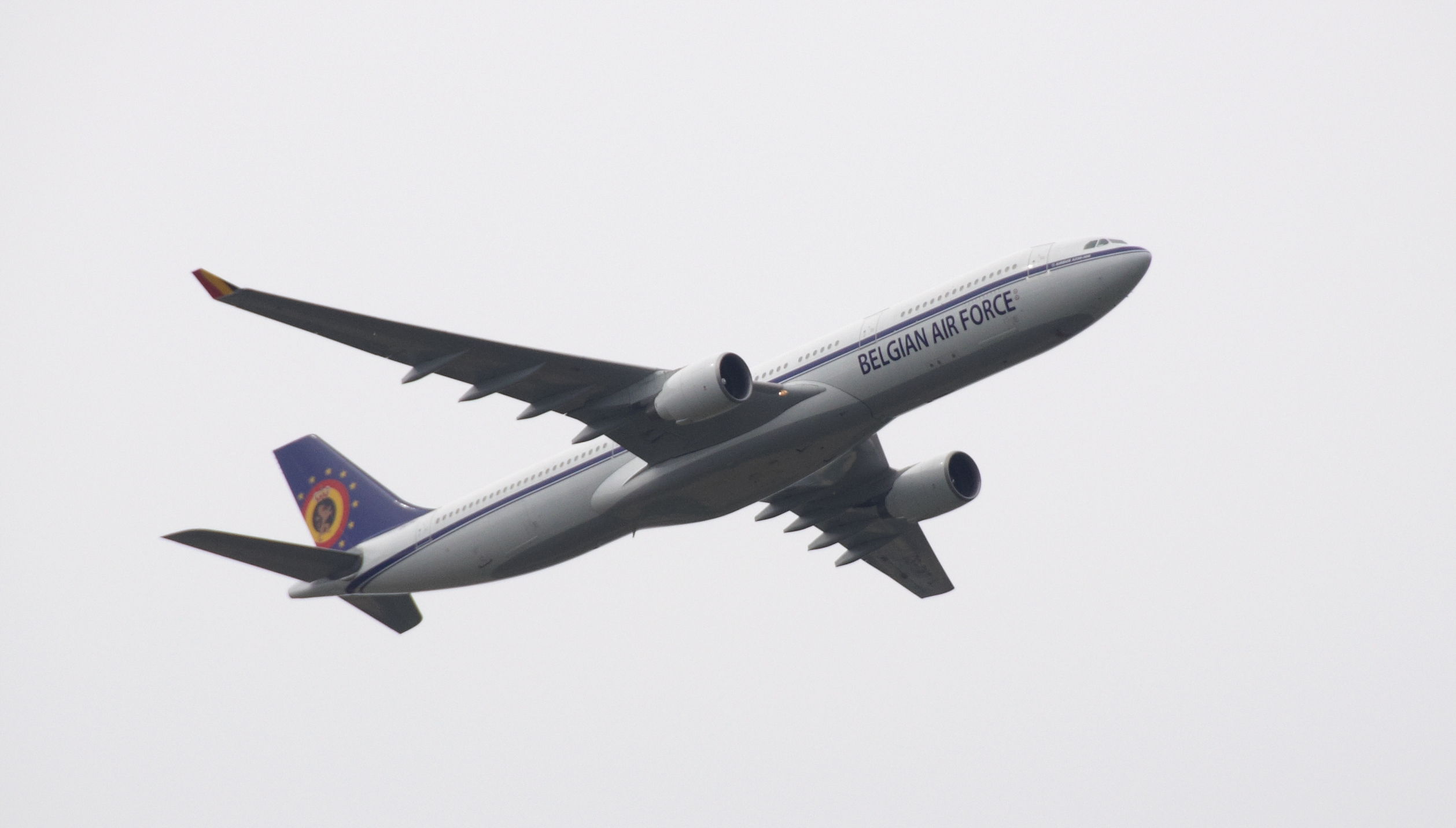
De van Hi Fly geleasede Airbus A330 van de Belgische Luchtmacht

Hi Fly is een Portugese luchtvaartmaatschappij die zich richt op het leasen van vliegtuigen op basis van een wet-leaseovereenkomst. Hi Fly heeft zijn hoofdkwartier in Lissabon.
De Belgische Defensie leasede enkele jaren een Airbus A330 van Hi Fly

## Geschiedenis
Hi Fly werd in 1988 opgericht als Air Luxor, een luchtvaartmaatschappij die gespecialiseerd was in zakenvluchten. Air Luxor was eigendom van de Mirpuri Group en had zijn hoofdkwartier op het Luxorplein in Lissabon (vandaar de naam).
In 1997 werd de luchtvaartmaatschappij gereorganiseerd en ging zij commerciële chartervluchten uitvoeren. De eerste chartervluchten van Air Luxor werden uitgevoerd in 2001.
In 2003 kondigde Air Luxor aan dat ze ook lagekostenvluchten gingen uitvoeren onder de naam Air Luxor Light.
In 2005 raakte de maatschappij in grote financiële problemen. Na extra investeringen van de Mirpuri Group werd de maatschappij omgedoopt in Hi Fly en ging de luchtvaartmaatschappij zich specialiseren in het leasen van vliegtuigen. 
Op 2 november 2021 heeft HiFly voor de eerste keer in de geschiedenis een Airbus A340 laten landen op Antarctica. Dit betrof vlucht HiFly 801 die vertrokken was vanuit Kaapstad (Zuid-Afrika).

## Vloot
Op 5 augustus 2018 bestond de vloot van Hi Fly uit de volgende toestellen:
| Type               | Aantal | Configuratie | Opmerkingen                                                       |
| ------------------ | ------ | ------------ | ----------------------------------------------------------------- |
| Airbus A319-112    | 2      | Passagiers   |                                                                   |
| Airbus A321-231    | 2      | Passagiers   |                                                                   |
| Airbus A330-200    | 4      | Passagiers   | 1 vliegtuig kan worden omgebouwd tot vracht-combivliegtuig        |
| Airbus A330-300    | 4      | Passagiers   | 1 vliegtuig kan worden omgebouwd tot vracht-combivliegtuig        |
| Airbus A330-900neo | 1      | Passagiers   |                                                                   |
| Airbus A340-300    | 6      | Passagiers   | 4 vliegtuigen kunnen worden omgebouwd tot vracht-combivliegtuigen |
| Totaal             | 19     |              |                                                                   |

### Historische vloot
Doorheen het bestaan van Air Luxor en Hi Fly was dit de evolutie van de vloot:
| Type            | Introductie | Uit vloot |
| --------------- | ----------- | --------- |
| Airbus A310-300 | 2009        | 2015      |
| Airbus A319-100 | 2002        | 2003      |
| Airbus A320-200 | 2000        | 2006      |
| Airbus A330-200 | 2002        |           |
| Airbus A330-300 | 2002        |           |
| Airbus A340-300 | 2009        |           |
| Airbus A340-500 | 2010        | 2021      |
| Airbus A340-600 | 2013        | 2015      |
| Airbus A380-800 | 2018        | 2021      |
| Boeing 767-200  | 2001        | 2002      |
| Lockheed L-1011 | 2000        | 2004      |

## Incidenten en ongevallen
- Op 4 februari 1988 stortte een Antonov An-12 van Air Sofia neer. De vlucht werd uitgevoerd voor Air Luxor tussen Portugal en de Azoren. Het vliegtuig stortte neer kort na het opstijgen van de luchtmachtbasis van Lajes. Beide motoren aan de rechterkant vielen uit, waarna het toestel verongelukte.

- Op 10 mei 1998 werd een Lockheed L-1011 gekaapt die een vlucht uitvoerde van Toronto naar Lissabon. De kapers eisten dat het toestel naar de Verenigde Staten zou vliegen. In plaats daarvan vloog de piloot terug naar Toronto, waar het vliegtuig bestormd werd. Niemand raakte gewond.